# Coal Chamber (album)
Coal Chamber è il primo album in studio del gruppo musicale statunitense omonimo, pubblicato l'11 febbraio 1997 dalla Roadrunner Records.

## Descrizione
Contiene il singolo Loco, l'unico estratto dall'album. Per il singolo è stato anche girato un relativo video, contenente anche un cameo di Ozzy Osbourne, che interpreta il guidatore del camion dei gelati. La sezione ritmica e il suono della chitarra nell'album si ritengono ispirati ai Korn, ai Pantera e ai White Zombie. L'edizione speciale dell'album contiene le tracce bonus Headstones and the Walking Dead, Big Truck (Hand-on-Wheel Mix), Pig (Demo), Sway (Demo), Unspoiled (Demo) e Loco (Demo) (che sono tutti disponibili nella raccolta di b-side Giving the Devil His Due). È stata anche pubblicata un'edizione speciale con un DVD contenente 2 concerti della band, un video live di Loco e il video musicale di Loco.

## Tracce
1. Loco – 4:14
2. Bradley – 3:03
3. Oddity – 3:18
4. Unspoiled – 2:59
5. Big Truck – 3:31
6. Sway – 3:35 – contiene un campionamento dalla canzone The Roof Is on Fire di Rock Master Scott & the Dynamic Three
7. First – 4:12
8. Maricon puto – 0:46
9. I – 3:49
10. Clock – 2:59
11. My Frustration – 3:59
12. Amir of the Desert – 0:45
13. Dreamtime – 3:43
14. Pig – 8:27 – dopo 1:47 minuti dal termine del brano (3:15-5:02) inizia una traccia fantasma senza titolo

## Formazione
Gruppo
- B. Dez Fafara - voce
- Meegs Rascon - chitarra, cori
- Rayna - basso
- Mike "Bug" Cox - batteria

Altri musicisti
- Jay Gordon - cori (tracce 3 e 8)
- Eric Levy - cori (traccia 6), percussioni addizionali (traccia 8)
- Nathan "Karma" Cox - cori (traccia 10)

## Curiosità
- La traccia 12 Amir of the Desert è dedicata ad Amir Derakh, chitarrista degli Orgy.